# إوعى تفكر (فلم)
إوعى تفكر فيلم مصري من إنتاج عام 1954. عٌرض الفيلم مرة أخرى في سينما الكورسال تحت عنوان أنسى الدنيا في عام 1962.

## قصة الفيلم
تشتعل النيران بقلب بسيمة (شادية) وحسن (إسماعيل ياسين) ولكن لقصر يده لا يستطيع إخماد تلك النيران بالزواج منها في الوقت ذاته يتقدم المعلم طنطاوي للزواج منها فيوافق والدها ويطلب من حسن وطنطاوي تقديم مهر مبالغ فيه على أن يتزوج من ابنته بسيمة من يقدم ذلك المهر يحاول حسن في بدء الأمر الفوز بحبيبته إلا أنه يفشل حتى يساعده عمه الثري ويعلنا زواجهما.

## بطولة
- شادية
- إسماعيل ياسين
- ماري منيب
- عبد الفتاح القصري
- جمالات زايد
- عبد المنعم إسماعيل
- لولا عبده
- رياض القصبجي
- عبد الغني النجدي
- محمد شوقي

## روابط خارجية
- مقالات تستعمل روابط فنية بلا صلة مع ويكي بيانات